# Osnovna šola Pier Paolo Vergerio il Vecchio Koper
sede della Scuola Pier Paolo Vergerio il Vecchio di Capodistria
Osnovna šola z italijanskim učnim jezikom Pier Paolo Vergerio il Vecchio - Koper se nahaja v starem mestnem jedru Kopra. Šola ima bogato zgodovino, saj je bila ustanovljena leta 1612 kot prva šola v Kopru z imenom Collegio dei Nobili. Zgradba je vse do danes ohranila izobraževalno vlogo. Danes osnovna šola Pier Paolo Vergerio il Vecchio opravlja vzgojno-izobraževalno in vzgojno-varstveno vzgojo v skladu s šolsko zakonodajo Republike Slovenije. Ustanovitelja šole sta mestna Občina Koper in Samoupravna italijanska narodna skupnost. V tretjem nadstropju zgradbe ima sedež Gimnazija Gian Rinaldo Carli.
Matična šola ima tri podružnice. Podružnično šolo Semedela obiskujejo učenci od prvega do četrtega razreda. Zgradba, ki je bila prenovljena leta 1993, stoji na Markovcu.  V pritličju je podružnični oddelek vrtca Delfino blu Koper. Podružnična šola Bertoki se nahaja v Bertokih in si deli prostore z vrtcem Delfino blu Koper. Šolo v šolskem letu 2010/2011 obiskujejo učenci od drugega do petega razreda. Podružnična šola Hrvatini, ki je bila zgrajena leta 1997, se nahaja 14 kilometrov od Kopra. Šolo obiskuje 56 učencev in ima pet oddelkov.